# 西光寺 (福井市)

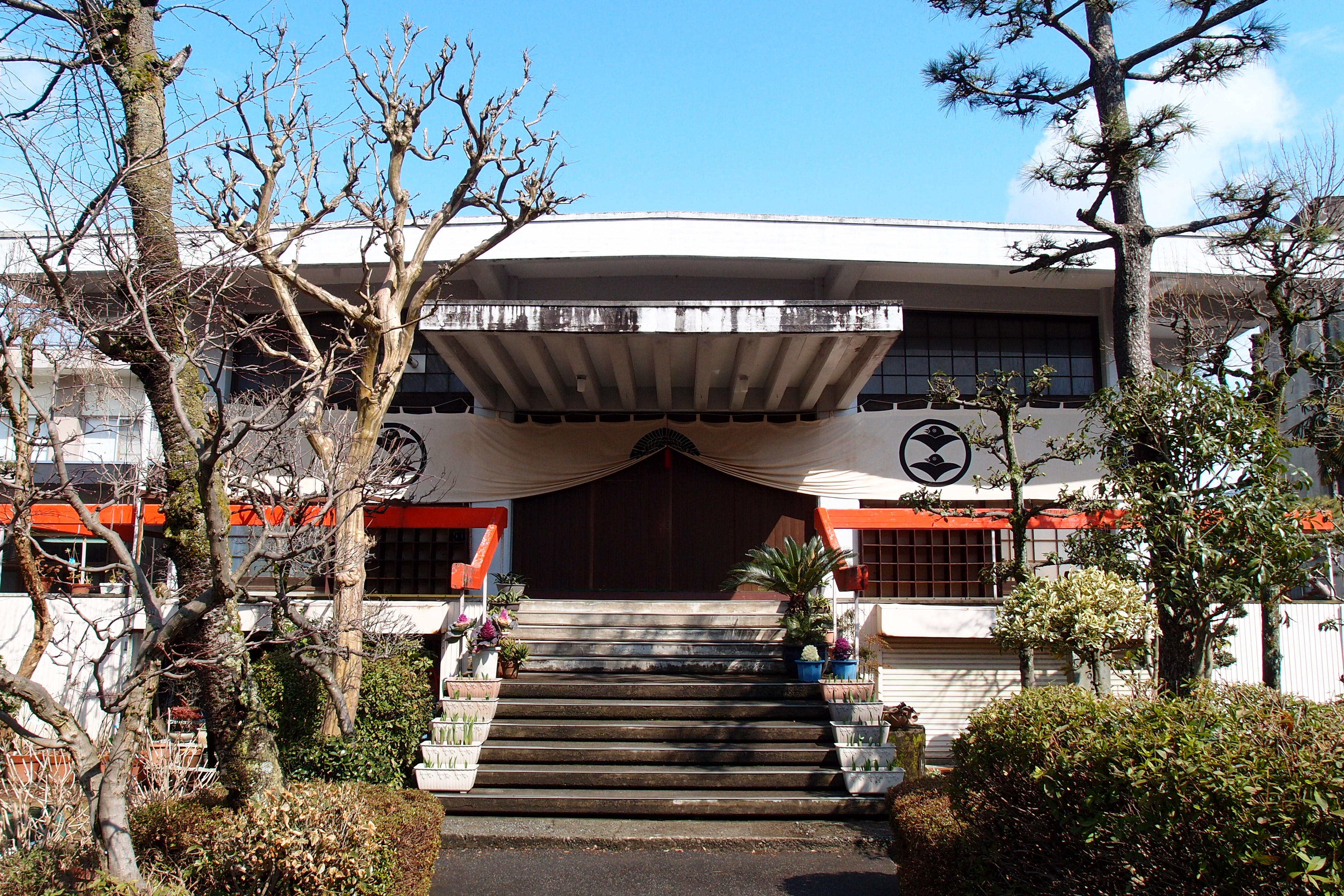
西光寺本堂正面

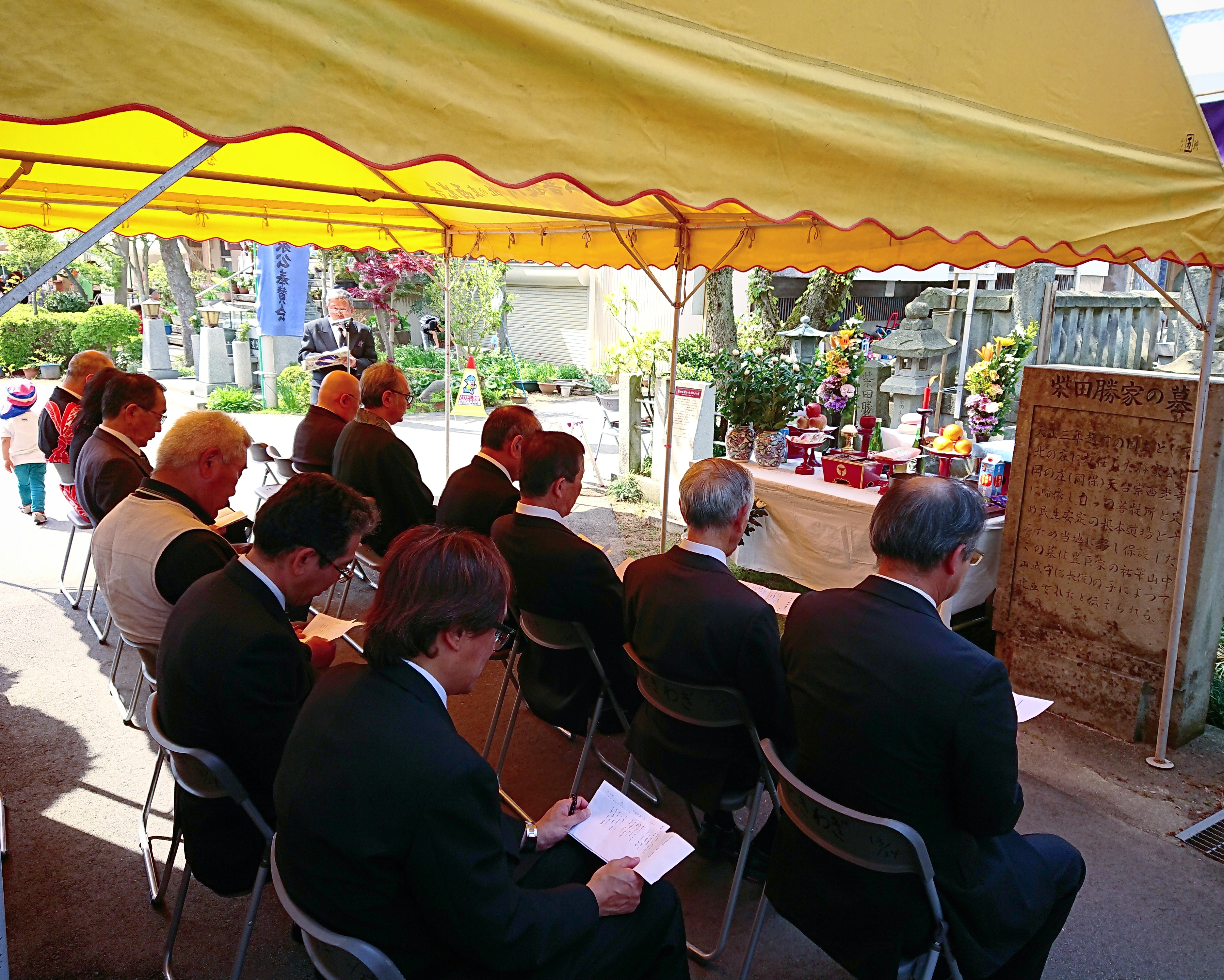
勝家まつり 墓前法要祭 2018.4.22

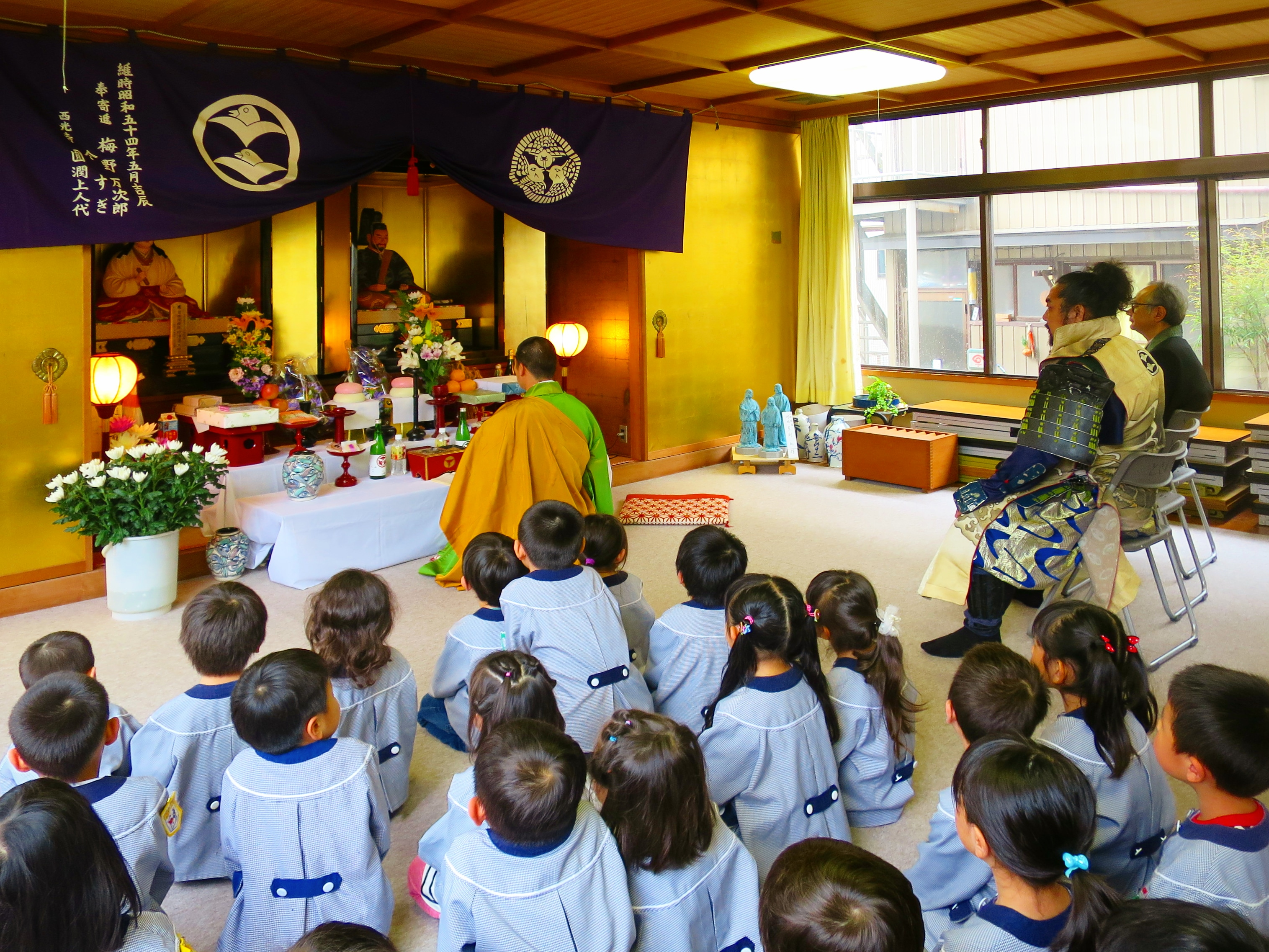
柴田勝家公 命日法要 2018.4.24西

西光寺（さいこうじ）は、福井県福井市左内町にある仏教寺院。宗派は、天台系仏教の一派である天台真盛宗（てんだいしんせいしゅう）。戦国武将、柴田勝家の菩提所でもあり、境内には勝家公とお市の方などが祀られた墓がある。
延徳元年（1489年）6月4日、越前の領主として一国を築いた一乗谷4代目、城主朝倉貞景の家臣、上田兵衛尉盛忠が岡の庄（福井市岡保地区）に西光寺を建立し、天台真盛宗の宗祖である真盛が落慶法要の導師として招かれ1代目の住職となる。以後、西光寺住職2代目盛全、3代目真恵、4代目真叡、5代目真覚、6代目真海、7代目真光までが総本山西教寺の管長に座り、天台真盛宗の教え、戒称二門・不断念仏を広く説いている。
天正3年（1575年）柴田勝家が北の庄城主となり城下町を整備し、寺院の移築復興を図る。北の庄（現左内町）に西光寺を移設するも、岡保の西光寺は残したため、岡西光寺、元西光寺、開山堂となどと愛称し守った。
天正10年の本能寺の変で織田家の内戦が勃発。豊臣秀吉との賤ケ岳の戦いに挑む。天正11年（1583年）4月24日、敗北を悟った勝家は賤ケ岳山林で自害を選ぶも家臣の毛受兄弟（弟が毛受勝照）によって阻まれる。毛受兄弟は勝家の身代わりとなり戦の前線に戻り、時間稼ぎをしたために勝家は雪深い北陸路を抜け北の庄へ帰還。お市や家臣たちは勝家との最期を選び北の庄城とともに散った。
勝家63歳、お市37歳の生涯であった。
遺骸の処理や死後の供養は、生前勝家が親しかった当時9代目西光寺住職真誉（しんよ）に託しており、以後、現在も西光寺住職が勝家公とお市の方の墓前法要や命日法要を執り行っている。
境内の墓は自由参拝。墓のすぐ左には大きな梅の木がある。勝家愛用の紅梅とされ、昭和20年福井市は戦火に見舞われ丸焼けになったとされているが、後日不思議にも芽吹き、現在も2月下旬から3月にかけて花びらが幾重にもかさなる八重の紅い花が咲く。7部咲きの濃紅の梅は格別に美しく、一見の価値がある。満開はボリュームもありそれは見事で、散りゆく梅の花びらも美しく儚い。